# Aït Hammou
Ait Hammou (franska: Ait Hammou (CR), Ait Hammou (Commune Rurale), arabiska: زمران الشرقية) är en kommun i Marocko.   Den ligger i provinsen Rehamna och regionen Marrakech-Safi, 240 km sydväst om huvudstaden Rabat. Antalet invånare är 7 499.